# Brian Deane
Brian Christopher Deane (Leeds, 7 de fevereiro de 1968) é um ex-futebolista e treinador de futebol britânico que atuava como atacante. É atualmente um dos proprietários do KF Ferizaj, clube da primeira divisão do Campeonato Kosovar.

## Carreira
Revelado nas categorias de base do Doncaster Rovers, Deane jogou profissionalmente entre 1985 e 2006, destacando-se com as camisas de Sheffield United, Leeds United e Middlesbrough. Foi como jogador dos Blades que tornou-se conhecido ao fazer o primeiro gol da história da Premier League, contra o Manchester United, em agosto de 1992.
Defendeu também Benfica (Portugal) e Perth Glory (Austrália), em suas únicas experiências fora do futebol inglês, onde vestiu ainda as camisas de Leicester City, West Ham United e Sunderland, encerrando sua carreira aos 37 anos, depois de apenas 2 jogos em sua terceira passagem pelo Sheffield United.

## Pós-aposentadoria
Após a aposentadoria, ficou afastado por 7 anos do futebol, estreando como treinador em 2012, comandando o Sarpsborg 08 em 70 jogos oficiais, permanecendo até 2014. Foi ainda olheiro do Sheffield United por 4 temporadas.
Em julho de 2019, foi anuciado que um grupo de investidores ingleses tornou-se dono do KF Ferizaj, equipe que disputa a primeira divisão do Campeonato Kosovar. Deane possui 50% das ações do clube..

## Seleção Inglesa
Deane jogou 3 partidas pela Seleção Inglesa, pela qual estreou em 1991, num amistoso contra a Nova Zelândia. Seu último jogo pelo English Team foi em setembro de 1992, contra a Espanha.

## Campanhas de destaque
Sheffield United
- Football League Second Division/EFL Championship: vice-campeão (1989–90 e 2005–06)
- Football League Third Division: 1988–89